# Backtracks
Pour les articles homonymes, voir Backtrack.
Albums de AC/DC
Black Ice
(2008) Iron Man 2
(2010)
Backtracks est un coffret d'AC/DC sorti le 9 novembre 2009.

## Description
Ce coffret est une compilation de raretés live et studio. 
Il existe sous deux versions, la version collector et la version standard.
La version collector est disponible exclusivement en commande en ligne. Les envois ont commencé officiellement le 15 octobre 2009.
La version standard est quant à elle mise en vente dans tous les magasins traditionnels depuis le 9 novembre 2009.
L'édition standard du coffret contient deux CD, l'un contenant douze raretés studios (toutes déjà sorties sur support officiel (versions australiennes des premiers albums ou simples pour la plupart)) et l'autre contenant des raretés lives (également déjà sorties sur support officiel), et un DVD nommé Family Jewels 3, faisant suite au double DVD Family Jewels, et un livret de 36 pages.
L'édition collector contient, en plus du contenu de l'édition standard, un CD de raretés lives supplémentaire, un vinyle contenant les douze chansons rares studios, six chansons en plus sur le CD de raretés studios (chansons déjà connues en versions longues), un DVD du concert au Circus Krone de Munich en 2003, un livre de 164 pages (à la place de celui de 36 pages du coffret standard), des « reproductions souvenirs » de collection ainsi qu'un amplificateur de guitare.

## Contenu

### CD 1- Studio Rarities
Le disque 1 contient des chansons rares studios d'AC/DC.
Liste des chansons
1. Stick Around - 4:40
2. Love Song - 5:15
3. Fling Thing - 2:00
4. R.I.P. (Rock in Peace) - 3:35
5. Carry Me Home - 3:58
6. Crabsody in Blue - 4:43
7. Cold Hearted Man - 3:35
8. Snake Eye - 3:16
9. Borrowed Time - 3:45
10. Down on the Borderline - 4:15
11. Big Gun - 4:20
12. Cyberspace - 2:58

Liste des chansons de l'édition collector

Les pistes n'étant présentes que sur l'édition collector sont notées en gras.
1. High Voltage - 4:18
2. Stick Around - 4:40
3. Love Song - 5:15
4. It's a Long Way to the Top (If You Wanna Rock 'n' Roll) - 5:16
5. Rocker (version longue) - 2:55
6. Fling Thing - 2:00
7. Dirty Deeds Done Dirt Cheap - 4:11
8. Ain't No Fun (Waiting Round to Be a Millionaire) - 7:30
9. R.I.P (Rock in Peace) - 3:35
10. Carry Me Home - 3:58
11. Crabsody in Blue - 4:43
12. Cold Hearted Man - 3:35
13. Who Made Who (12" extended mix) - 4:50
14. Snake Eye - 3:16
15. Borrowed Time - 3:45
16. Down on the Borderline - 4:15
17. Big Gun - 4:20
18. Cyberspace - 2:58

Les chansons High Voltage, It's a Long Way to the Top (If You Wanna Rock 'n' Roll), Rocker, Dirty Deeds Done Dirt Cheap et Ain't No Fun (Waiting Round to Be a Millionaire) sont tirées des albums T.N.T. et Dirty Deeds Done Dirt Cheap et sont donc en versions non écourtées par rapport aux versions sur les albums internationales (High Voltage et Dirty Deeds Done Dirt Cheap). La version présente de la chanson Who Made Who est quant à elle tirée de la version 12 pouces du single de la chanson.

#### Stick Around
Réalisée dans la version australienne/néo-zélandaise de High Voltage en février 1975.

Écrit par Angus Young / Malcolm Young / Bon Scott

#### Love Song
Réalisée dans la version australienne/néo-zélandaise de High Voltage en février 1975.

Écrit par Angus Young / Malcolm Young / Bon Scott

#### R.I.P. (Rock in Peace)
Réalisée dans la version australienne/néo-zélandaise de Dirty Deeds Done Dirt Cheap en septembre 1976.

Écrit par Angus Young / Malcolm Young / Bon Scott

#### Crabsody in Blue
Réalisée dans la version vinyle de Let There Be Rock sortie en 1977. Cependant, la chanson a été remplacée par une version courte de Problem Child lors de la réédition CD.

Écrit par Angus Young / Malcolm Young / Bon Scott

#### Cold Hearted Man
Réalisée dans la version européenne de Powerage sortie en mai 1978. Cependant la chanson n'a pas été rééditée en CD.

Écrit par Angus Young / Malcolm Young / Bon Scott
Également publié par EMI en 1981 dans un "12inch bonus EP" dans le premier "LP boxed set" d'AC/DC en Australie/Nouvelle-Zélande.

Également publié par EMI/HMVNZ en Nouvelle-Zélande en 1984 dans une compilation composée de chansons de plusieurs artistes intitulée 'HEADBANGA'.

#### Carry Me Home
Réalisée en tant que face B du single Dog Eat Dog sorti en Australia/Nouvelle-Zélande en mars 1977. Comme Love at First Feel et Cold Hearted Man, la chanson a été enregistrée au Vineyard Studios en Angleterre durant la seule session d'enregistrement en dehors de l'Australie lorsque Mark Evans était encore dans le groupe. Une première version de Whole Lotta Rosie appelée Dirty Eyes fut aussi enregistrée dans ces studios. Cette dernière chanson est présente dans le coffret Bonfire sorti en 1997. Carry Me Home n'est jamais sortie dans un album officiel, elle ne peut être trouvée que sur le single original et dans les bootlegs. Au départ, AC/DC avait prévu d'utiliser la chanson dans un EP. Cependant Love at First Feel a été utilisé dans la version internationale de l'album Dirty Deeds Done Dirt Cheap, Dirty Eyes sous une autre version nommée Whole Lotta Rosie dans l'album Let There Be Rock, Carry Me Home dans une face B et Cold Hearted Man dans les premières versions européenne des vinyles Powerage. Une partie des paroles de la chanson sont présentes à la page 11 du coffret Bonfire.

Écrit par Angus Young / Malcolm Young / Bon Scott

#### Fling Thing
Morceau instrumental, réalisé en tant que face B du single Jailbreak / Fling Thing en juin 1976.

Écrit par Malcolm Young / Angus Young / Bon Scott

Est présente en version live sous le nom de Bonny dans l'album Live: 2 CD Collector's Edition, sorti en 1992.
C'est une adaptation instrumentale de l'hymne écossais « Loch Lomond ». Ce morceau est joué régulièrement par le groupe lors des concerts dans la ville de Glasgow en Écosse depuis 1977. Le groupe interprète ce morceau car les familles des membres d'AC/DC sont pour la majeure partie originaire de cette région et « Loch Lomond » est l'hymne quasiment officiel de cette région.
Dans le double album live, ils l'ont intitulé Bonny en mémoire de Bon Scott (son surnom Bon vient de Bonny (qui signifie « osseux » en anglais)).

#### Snake Eye
Chanson enregistrée pendant les sessions d'enregistrement de Blow Up Your Video.

Réalisée en tant que face B du single Heatseeker en janvier 1988.

Écrit par Angus Young / Malcolm Young / Brian Johnson

#### Borrowed Time
Chanson enregistrée pendant les sessions d'enregistrement de Blow Up Your Video.

Réalisée en tant que face B du single That's the Way I Wanna Rock 'n' Roll en mars 1988, ainsi que dans certaines versions du single Moneytalks, sorti en novembre 1990>.

Écrit par Angus Young / Malcolm Young / Brian Johnson

#### Down on the Borderline
Chanson enregistrée pendant les sessions d'enregistrement de Blow Up Your Video.

Réalisée en tant que face B du single Moneytalks dans certains territoires en novembre 1990.
Écrit par Angus Young / Malcolm Young / Brian Johnson

#### Big Gun
Cette chanson fait partie de la bande son du film avec Arnold Schwarzenegger, Last Action Hero. Cette chanson a été réalisée en single en juillet 1993 avec une version live de Back in Black pour face B.

Écrit par Angus Young / Malcolm Young

#### Cyberspace
Réalisée dans l'édition océanienne du Stiff Upper Lip en février 2000 puis dans l'édition 2 CD Stiff Upper Lip European Tour de l'album en 2001.

Réalisé également en tant que face B du single Safe in New York City en juillet 2000.

Écrit par Malcolm Young / Angus Young

### CD 2 et 3 - Live Rarities
Les CD 2 et 3 contiennent des "raretés live" déjà sorties sur support officiel (faces B de single pour la plupart). Seule l'édition collector contient un 3e CD.

#### Édition standard
Disque 2
1. Dirty Deeds Done Dirt Cheap (Sydney Festival 1/30/77)
2. Dog Eat Dog (Apollo 4/30/78)
3. Live Wire (Hammersmith Odeon 11/2/79)
4. Shot Down in Flames (Hammersmith Odeon 11/2/79)
5. Back in Black (Landover, MD 12/21/81)
6. T.N.T. (Landover, MD 12/21/81)
7. Let There Be Rock (Landover, MD 12/21/81)
8. Guns for Hire (Detroit, MI 11/18/83)
9. Rock and Roll Ain't Noise Pollution (Detroit, MI 11/18/83)
10. This House is on Fire (Detroit, MI 11/18/83)
11. You Shook Me All Night Long (Detroit, MI 11/18/83)
12. Jailbreak (Dallas, TX 10/12/85)
13. Highway to Hell (Moscow 9/28/91)
14. For Those About to Rock (We Salute You) (Moscow 9/28/91)
15. Safe in New York City (Phoenix, AZ 9/13/2000)

#### Édition collector
Disque 2
Les pistes n'étant pas présentes sur l'édition standard sont notées en gras.
1. Dirty Deeds Done Dirt Cheap (live) (Sydney Festival, 30 janvier 1977)
2. Dog Eat Dog (live) (Apollo Théâtre, Glasgow, 30 Apr. 1978)
3. Live Wire (live) (Hammersmith Odeon, London, 2 novembre 1979)
4. Shot Down in Flames (live) (Hammersmith Odeon, London, 2 novembre 1979)
5. Back in Black (live) (Capital Centre, Landover MD, 21 décembre 1981)
6. T.N.T. (live) (Capital Centre, Landover MD, 21 décembre 1981)
7. Let There Be Rock (live) (Capital Centre, Landover MD, 21 décembre 1981)
8. Guns for Hire (Detroit, MI 11/18/83)
9. Sin City (live) (Joe Louis Arena, Detroit MI, 18 novembre 1983)
10. Rock and Roll Ain't Noise Pollution (live) (Joe Louis Arena, Detroit MI, 18 novembre 1983)
11. This House is on Fire (live) (Joe Louis Arena, Detroit MI, 18 novembre 1983)
12. You Shook Me All Night Long (live) (Joe Louis Arena, Detroit MI, 18 novembre 1983)
13. Jailbreak (live) (Dallas TX, 12 Oct. 1985)
14. Shoot to Thrill (live) (Donington Park, 17 Aug. 1991)
15. Hell Ain't a Bad Place to Be (live) (Donington Park, 17 Aug. 1991)

Disque 3
Les pistes étant également présentes sur l'édition standard sont notées en gras.
1. High Voltage (live) (Donington Park, 17 Aug. 1991)
2. Hells Bells (live) (Donington Park, 17 Aug. 1991)
3. Whole Lotta Rosie (live) (Donington Park, 17 Aug. 1991)
4. Dirty Deeds Done Dirt Cheap (live) (Donington Park, 17 Aug. 1991)
5. Highway to Hell (live) (Tushino Airfield, Moscow, 28 septembre 1991)
6. Back in Black (live) (Tushino Airfield, Moscow, 28 septembre 1991)
7. For Those About to Rock (We Salute You) (live) (Tushino Airfield, Moscow, 28 septembre 1991)
8. Ballbreaker (live) (Plaza De Toros De Las Ventas, Madrid, 10 July 1996)
9. Hard as a Rock (live) (Plaza De Toros De Las Ventas, Madrid, 10 July 1996)
10. Dog Eat Dog (live) (Plaza De Toros De Las Ventas, Madrid, 10 July 1996)
11. Hail Caesar (live) (Plaza De Toros De Las Ventas, Madrid, 10 July 1996)
12. Whole Lotta Rosie (live) (Plaza De Toros De Las Ventas, Madrid, 10 July 1996)
13. You Shook Me All Night Long (live) (Plaza De Toros De Las Ventas, Madrid, 10 July 1996)
14. Safe in New York City (live) (Phoenix AZ, 13 septembre 2000)

### Family Jewels 3(DVD)
Ce DVD est la suite de Family Jewels (un double DVD contenant la plupart des clips du groupe ainsi que quelques lives de la période 1974 à 1991). Il commence avec le clip de Big Gun, single sorti en 1993, la bande son de Last Action Hero, dont la chanson est aussi incluse dans le CD 1 de ce coffret. Dans ce disque, 3 clips concernent l'album Ballbreaker, 3 concernent Stiff Upper Lip et 2 concernent Black Ice. Le DVD contient aussi 7 autres clips plus anciens et 2 "Making of". Les clips du Bonus Videos n'étaient pas présents sur Family Jewels car le DVD contenait déjà ces titres (à part la chanson Guns for Hire) sous d'autres clips.
Family Jewels 3
1. Big Gun
2. Hard as a Rock
3. Hail Caesar
4. Cover You in Oil
5. Stiff Upper Lip
6. Satellite Blues
7. Safe in New York City
8. Rock 'N Roll Train
9. Anything Goes

Bonus Videos
1. Jailbreak
2. It's a Long Way to the Top (If You Wanna Rock 'n' Roll)
3. Highway to Hell
4. You Shook Me All Night Long
5. Guns for Hire
6. Dirty Deeds Done Dirt Cheap (vidéo/concert promotionnel du Live at Donington entrecoupé de scènes clips)
7. Highway to Hell (vidéo/concert promotionnel du Live at Donington sous une présentation un peu différente)

Bonus Features
1. The Making of Hard as a Rock
2. The Making of Rock 'N Roll Train

### Live at the Circus Krone(2003)
Ce DVD n'est présent que sur la version collector et contient le concert intégral du groupe au Circus Krone à Munich (Allemagne) en 2003.
Liste des titres
1. Introduction
2. Hell Ain't a Bad Place to Be
3. Back in Black
4. Stiff Upper Lip
5. Shoot to Thrill
6. Thunderstruck
7. Rock 'n' Roll Damnation
8. What's Next to the Moon
9. Hard as a Rock
10. Bad Boy Boogie
11. The Jack
12. If You Want Blood (You've Got It)
13. Hells Bells
14. Dirty Deeds Done Dirt Cheap
15. Rock 'n' Roll Ain't Noise Pollution
16. T.N.T.
17. Let There Be Rock
18. Highway to Hell
19. For Those About to Rock (We Salute You)
20. Whole Lotta Rosie

### Livre
Le coffret possède un livre de 36 pages pour la version standard et 164 pour la collector. Le livre de la version collector contient des photos inédites, des reproductions grand format des communiqués de presse originaux, des itinéraires de tournée, des tour books, des test pressing, des publicités ainsi que d'autres documents. Les photographies rares comprennent des clichés inédits du groupe enregistrant en 1977 au studio Albert Music sur King Street à Sydney en compagnie des producteurs Harry Vanda et George Young.

### Amplificateur de guitare
L'édition collector contient un amplificateur de guitare de format 30 cm x 30 cm x 10 cm avec le logo d'AC/DC qui était bombé à l’arrière des enceintes d’Angus et Malcolm en 1975.

### VinyleRarities
Ce vinyle n'est présent que sur l'édition collector. Il contient les douze raretés studio du CD 1 (seulement celles étant sur la version standard).
Face A
1. Stick Around
2. Love Song
3. Fling Thing
4. R.I.P (Rock in Peace)
5. Carry Me Home
6. Crabsody in Blue

Face B
1. Cold Hearted Man
2. Snake Eye
3. Borrowed Time
4. Down on the Borderline
5. Big Gun
6. Cyberspace

### Reproductions souvenirs
L'édition collector contient également :
- Enveloppe comprenant des reproductions de souvenirs (tickets, backstage passes...)
- Le badge "I DO IT FOR AC/DC" (premier badge du groupe)
- Autocollant Beanie
- Tract de la tournée 1976 du magazine Sounds "Lock up Your Daughters"
- Feuille A4 avec le tracklisting de l’enregistrement studio de Dirty Deeds Done Dirt Cheap
- Tatouage temporaire du perroquet issu de la pochette du pressage Australien de Dirty Deeds Done Dirt Cheap
- Billet de banque dollar australien à l'effigie d'Angus Young de la tournée de 1991
- Mediator AC/DC
- Trois lithographies noir et blanc de photos inédites du groupe prises aux studios Alberts en 1977
- Poster géant de la tournée européenne Let There Be Rock.

## Charts & certification
Charts
| Pays                                  | Durée du classement | Meilleur classement | Date             |
| ------------------------------------- | ------------------- | ------------------- | ---------------- |
| Allemagne (GfK Entertainment)         | 12 semaines         | 10e                 | 20 novembre 2009 |
| Australie (ARIA Charts)               | 8 semaines          | 16e                 | 20 décembre 2009 |
| Autriche (Ö3 Austria Top 40)          | 5 semaines          | 31e                 | 27 novembre 2009 |
| Belgique (V) (Ultratop)               | 9 semaines          | 55e                 | 21 novembre 2009 |
| Belgique (W) (Ultratop)               | 7 semaines          | 34e                 | 21 novembre 2009 |
| Écosse (Scottish Album Chart)         | 1 semaine           | 90e                 | 15 novembre 2009 |
| Espagne (Promusicae)                  | 16 semaines         | 18e                 | 16 octobre 2011  |
| États-Unis (Billboard 200)            | 2 semaines          | 39e                 | 28 novembre 2009 |
| France (SNEP)                         | 1 semaine           | 262e                | 17 novembre 2014 |
| Italie (FIMI)                         | 1 semaine           | 83e                 | 12 novembre 2009 |
| Royaume-Uni (UK Rock and Metal Chart) | 6 semaines          | 10e                 | 15 novembre 2009 |
| Suède (Sverigetopplistan)             | 5 semaines          | 16e                 | 8 octobre 2010   |
| Suisse (Schweizer Hitparade)          | 4 semaines          | 24e                 | 22 novembre 2009 |

Certification
| Pays             | Certification | Ventes   | Date            |
| ---------------- | ------------- | -------- | --------------- |
| Australie (ARIA) | Or            | 35 000 + | 28 janvier 2010 |